# Мілевко (Куявсько-Поморське воєводство)
Мілевко (пол. Milewko) — село в Польщі, у гміні Нове Свецького повіту Куявсько-Поморського воєводства.
Населення — 132 особи (2011).
У 1975-1998 роках село належало до Бидгощського воєводства.

## Демографія
Демографічна структура станом на 31 березня 2011 року:
|          | Загалом | Допрацездатний вік | Працездатний вік | Постпрацездатний вік |
| -------- | ------- | ------------------ | ---------------- | -------------------- |
| Чоловіки | 70      | 17                 | 49               | 4                    |
| Жінки    | 62      | 12                 | 39               | 11                   |
| Разом    | 132     | 29                 | 88               | 15                   |